# کروگر (میسیسیپی)
کروگر (به انگلیسی: Cruger) شهرکی در ایالت میسیسیپی کشور ایالات متحده آمریکا است که جمعیت آن در سرشماری سال ۲۰۱۰ میلادی، ۳۸۶
نفر بوده‌است.